# راتیشوینا
راتیشوینا (به لاتین: Ratiševina) یک منطقهٔ مسکونی در مونته‌نگرو است که در شهرداری هرتسگ نووی واقع شده‌است. راتیشوینا ۱۳۰ نفر جمعیت دارد.